# Манастир Тидија
Манастир Тидија је некадашњи манастир на Фрушкој гори, забележен само 1546. године у турским историјским документима, уз истоимено место.
Наведено је да је на име султанове таксе плаћао годишње 50 акчи. Претпоставља се да се налазио у атару Чортановаца, где и данас постоје топоними: Нова Тадија, Стара Тадија и Тадија. Село Тадија, које је добило име по Св. Тадеју, већ 1702. године је било запустело.